# Matisa
Matisa (Матиса) — швейцарская фирма, специализирующаяся на производстве путевых машин для строительства, текущего содержания и ремонта железнодорожных путей и контактной сети.

## История
Фирма основана в 1945 году и является пионером механизации путевых работ. Центр исследований и разработок находится в рядом с Лозанной. Компания имеет дочерние и контролируемые компании в Японии и Европе (Италия, Испания, Франция, Германия).

## Продукция
Компания производит широкий спектр путевых машин:
- путеукладочные поезда (серии P95, TCM60, WTM, AVES)
- путеизмерительные вагоны (серия М)
- балластоочистительные машины (серия C)
- путевые машины для выправки, подбивки, рихтовки пути и замены шпал (серии B и R)
- путевые машины для обслуживания контактной сети (серия Vesta)

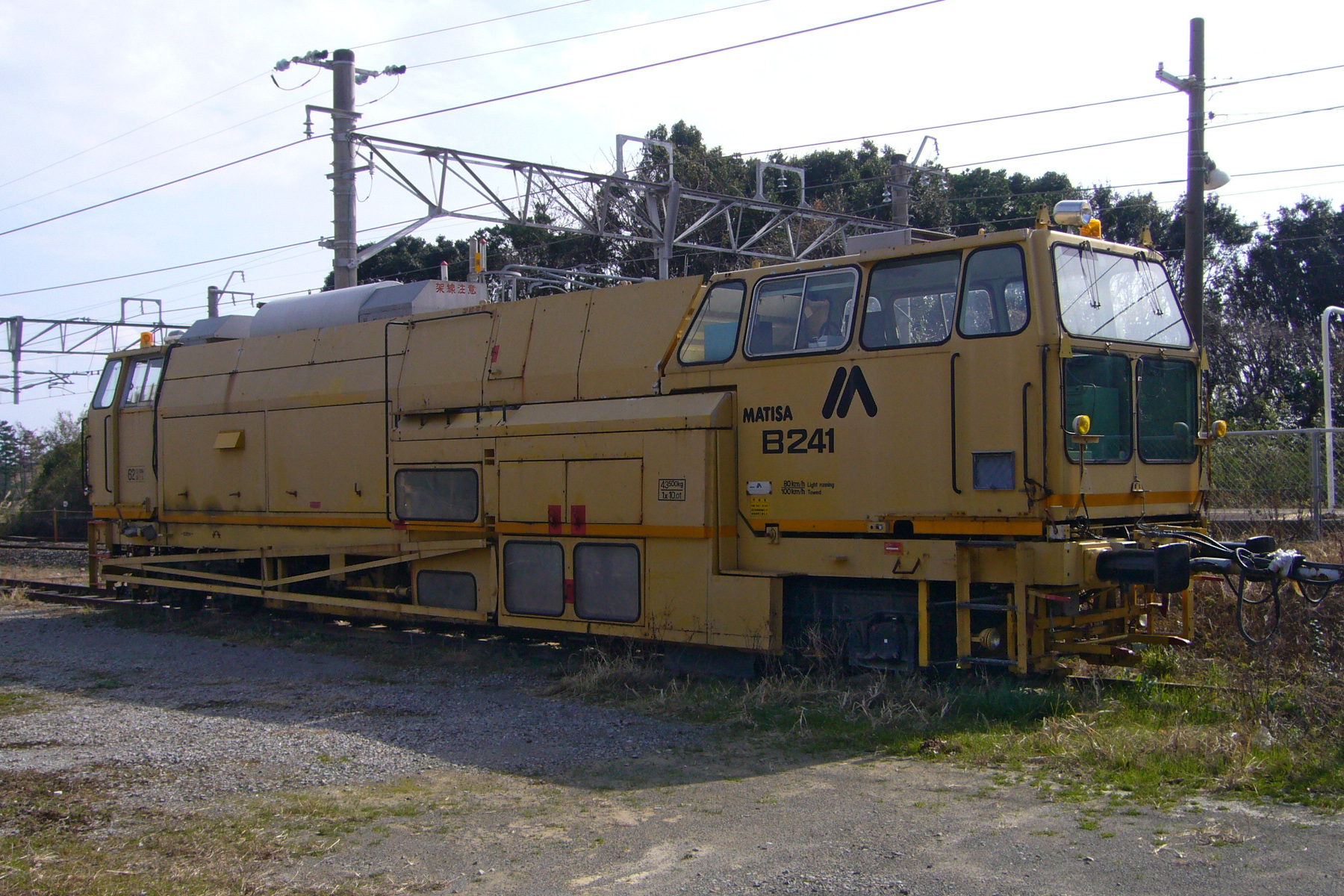
Matisa В241
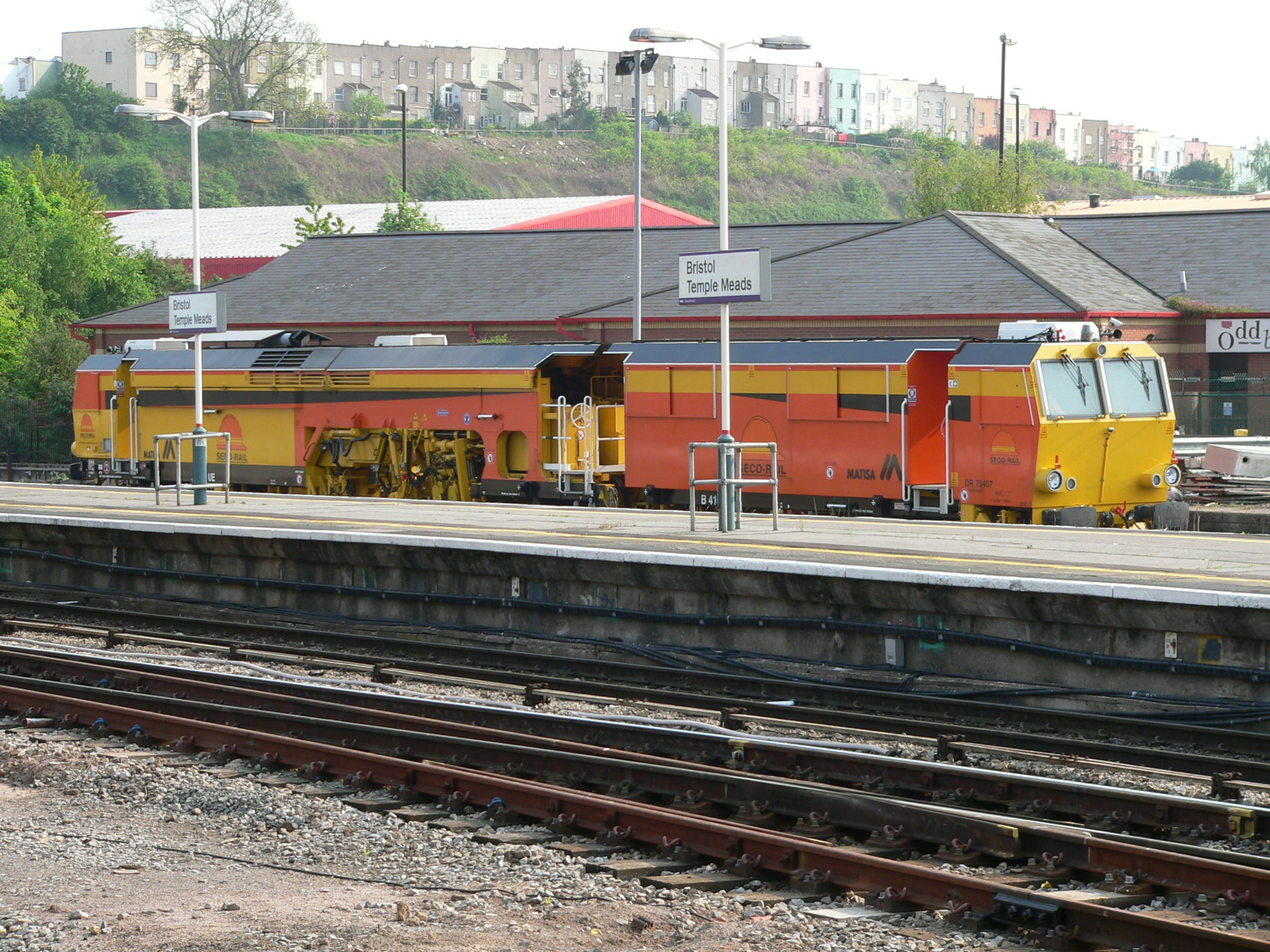
Matisa В41
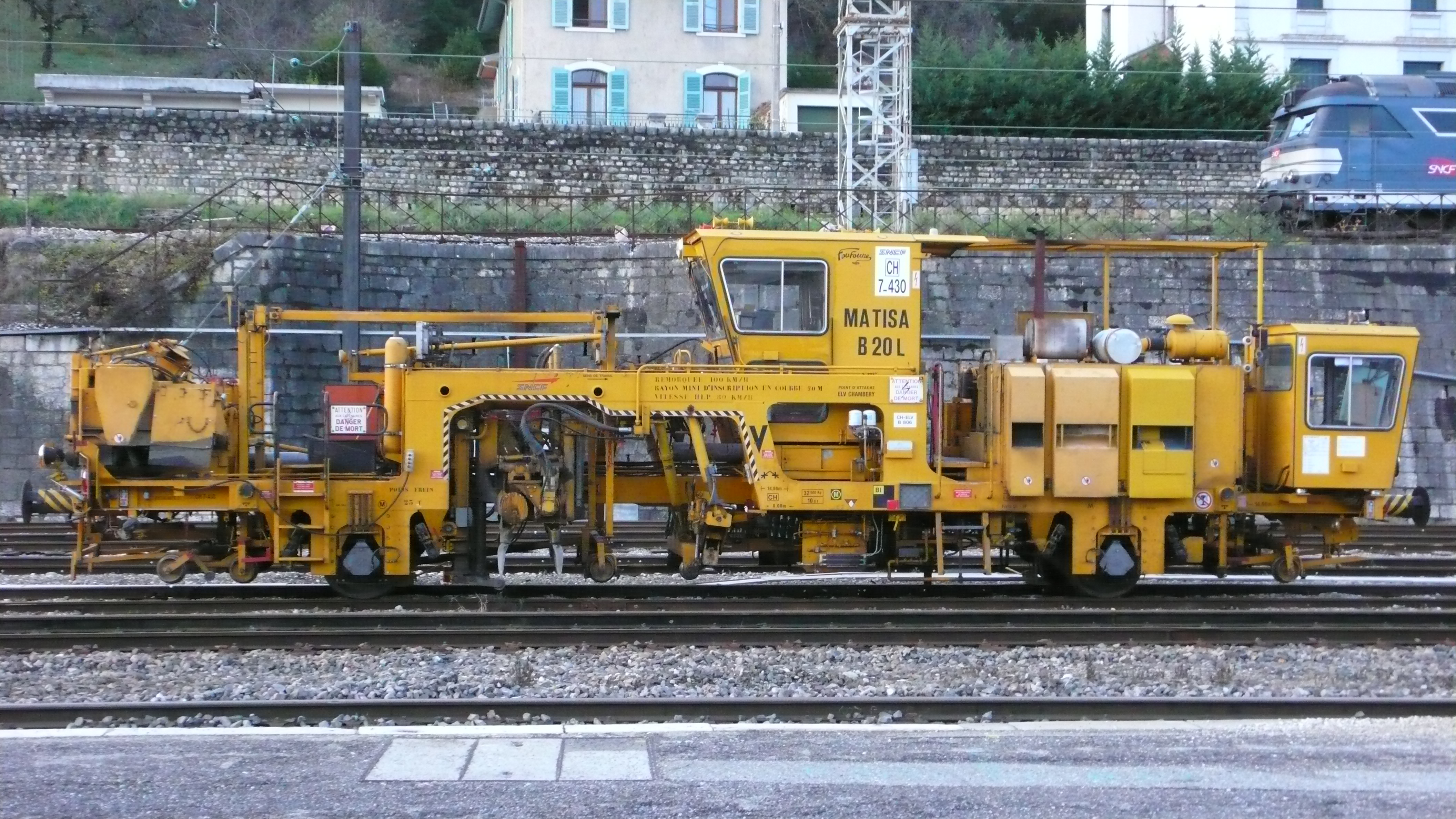
Matisa B20L